# Bocha nos Jogos Paralímpicos
A bocha é disputada em Jogos Paraolímpicos desde a edição de Stoke Mandeville/Nova York 1984. O programa atual da modalidade é composto por sete categorias ou provas, todas para portadores de paralisia cerebral. Considerado um jogo de estratégia, é um dos esportes em que homens e mulheres competem juntos. As provas podem ser individuais, em duplas ou em equipe.
Nas disputas paraolímpicas, os atletas usam cadeiras de rodas e têm o objetivo de lançar as bolas coloridas o mais perto possível de uma branca (jack ou bolim). É permitido usar as mãos, os pés, instrumentos de auxílio e até ajudantes no caso dos atletas com maior comprometimento dos membros.

## História

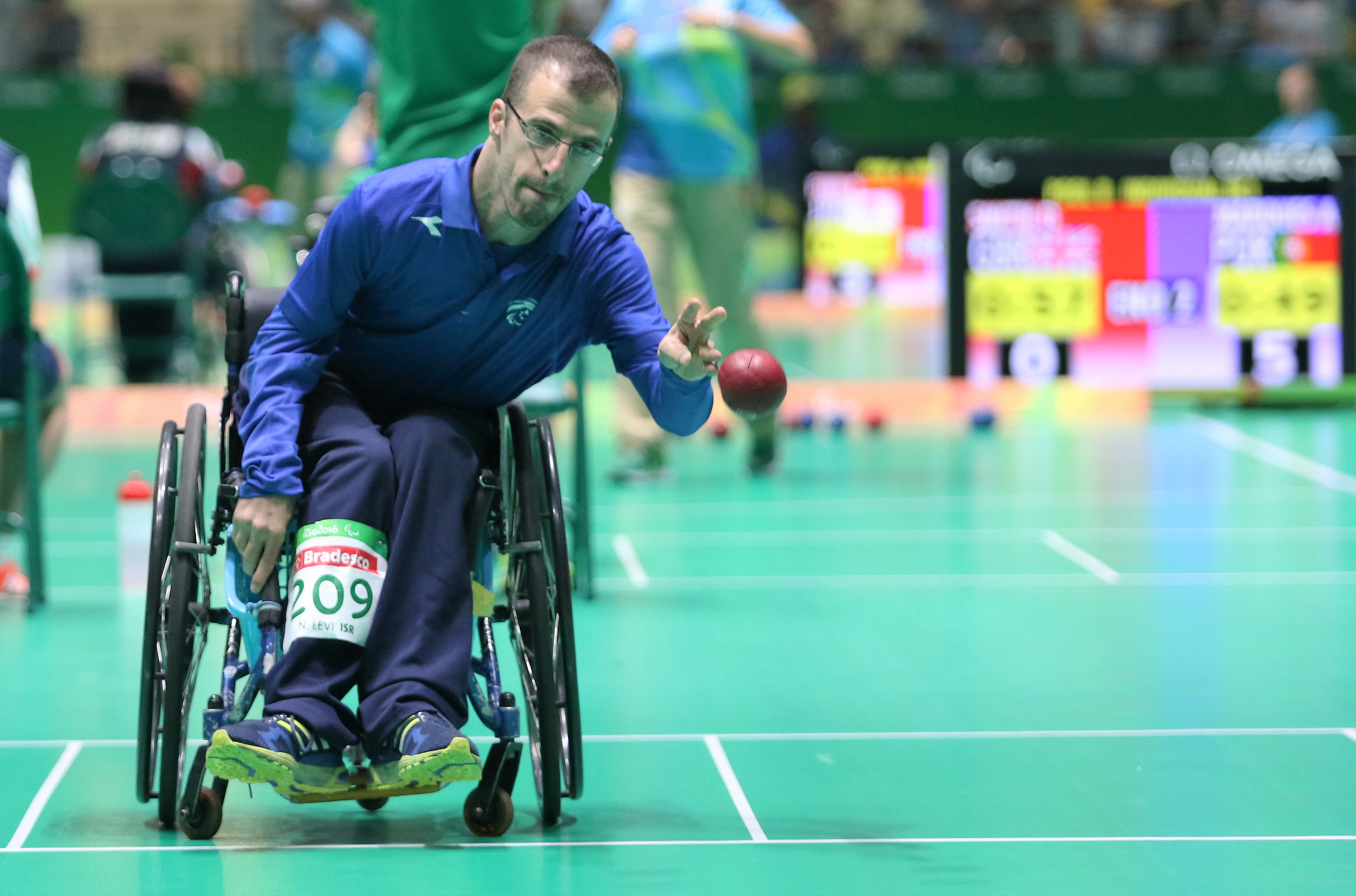
Nadav Levy, atleta paraolímpico de bocha

Praticada por atletas com elevado grau de paralisia cerebral ou deficiências severas, a bocha estreou nos Jogos Paraolímpicos em 1984, no masculino e no feminino. A modalidade passou a contar com a disputa em duplas em Atlanta-1996. A origem do esporte, no entanto, é incerta. Os indícios dizem que tudo começou na Grécia e no Egito Antigos como um passatempo, tornando-se um esporte apenas mais tarde, na Itália. No Brasil, a bocha desembarcou junto com imigrantes italianos.
A versão adaptada da modalidade só passou a ser praticada na década de 1970. Antes de se tornar uma modalidade olímpica, no entanto, a bocha teve um antecessor nos Jogos Paraolímpicos. Foi o lawn bowls, uma espécie de bocha jogada na grama. Foi justamente no lawn bowls que o Brasil conquistou sua primeira medalha paraolímpica. Róbson Sampaio de Almeida e Luiz Carlos “Curtinho” foram prata nos Jogos de Heidelberg, na Alemanha, em 1972. Na bocha, o Brasil já conquistou cinco medalhas nos Jogos Paraolímpicos, sendo três de ouro e duas de bronze. 

## Bocha nos Jogos Paralímpicos de Verão

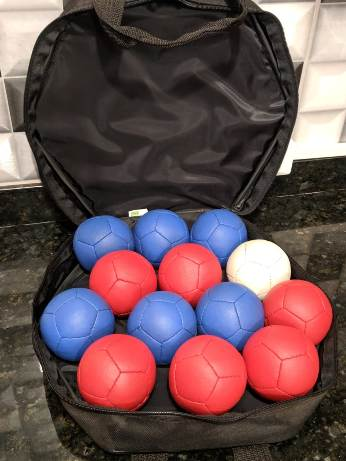
As bolas: O jogo de bocha é composto por treze bolas, sendo elas seis vermelhas, seis azuis e uma branca. Aproximadamente 275 gramas por bola, com circunferência de aproximadamente 27 centímetros, conforme os padrões internacionais.

| Edição | Categorias | Individual                                        | Duplas                   | Equipes |
| ------ | ---------- | ------------------------------------------------- | ------------------------ | ------- |
| 1984   | 5          | C1 masculino C2 masculino C1 feminino C2 feminino |                          | Aberto  |
| 1988   | 3          | C1 C2                                             |                          | C1–C2   |
| 1992   | 3          | C1 C2                                             |                          | C1–C2   |
| 1996   | 5          | C1 C1 com equip. de auxílio C2                    | C1 com equip. de auxílio | C1–C2   |
| 2000   | 5          | BC1 BC2 BC3                                       | BC3                      | BC1–BC2 |
| 2004   | 7          | BC1 BC2 BC3 BC4                                   | BC3 BC4                  | BC1–BC2 |
| 2008   | 7          | BC1 BC2 BC3 BC4                                   | BC3 BC4                  | BC1–BC2 |
| 2012   | 7          | BC1 BC2 BC3 BC4                                   | BC3 BC4                  | BC1–BC2 |
| 2016   | 7          | BC1 BC2 BC3 BC4                                   | BC3 BC4                  | BC1–BC2 |
| 2020   | 7          | BC1 BC2 BC3 BC4                                   | BC3 BC4                  | BC1–BC2 |

## Classes
A competição é dividida em quatro classes de atletas, segundo suas necessidades especiais. 
- Classe BC1 ficam os atletas que precisam de auxílio para posicionar suas cadeiras de rodas e também é permitido a função de entregar a bola para o jogador.
- Classe BC2 estão os atletas que podem movimentar suas cadeiras sem auxílio.
- Classe BC3 ficam os atletas com lesões graves, que precisam de equipamentos ou assistentes para se locomoverem.
- Classe BC4 estão atletas com lesões graves, mas que não precisam de assistência.

## Categorias

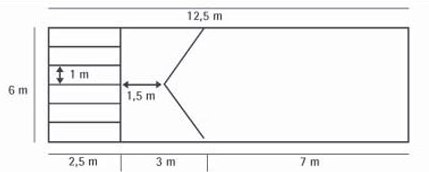
Quadra de Bocha Adaptada - Dimensões Oficiais

A modalidade é disputada atualmente em sete categorias:
- Individual BC1.
- Individual BC2.
- Individual BC3.
- Individual BC4.
- Pares BC3 – Somente jogadores pertencentes à classe BC3.
- Pares BC4 – Somente jogadores pertencentes à classe BC4.
- Equipe – Somente jogadores pertencentes às classes BC1 e BC2.

## Quadro de medalhas
| Ordem | País                         | Medalha de ouro | Medalha de prata | Medalha de bronze |     |
| ----- | ---------------------------- | --------------- | ---------------- | ----------------- | --- |
| 1     | KOR Coreia do Sul            | 10              | 6                | 7                 | 23  |
| 2     | POR Portugal                 | 8               | 10               | 9                 | 27  |
| 3     | BRA Brasil                   | 6               | 1                | 4                 | 11  |
| 4     | ESP Espanha                  | 5               | 7                | 7                 | 19  |
| 5     | GBR Grã-Bretanha             | 5               | 5                | 3                 | 13  |
| 6     | THA Tailândia                | 5               | 1                | 4                 | 10  |
| 7     | HKG Hong Kong                | 4               | 2                | 1                 | 7   |
| 8     | IRL Irlanda                  | 3               | 1                | 2                 | 6   |
| 9     | SVK Eslováquia               | 3               | 1                |                   | 4   |
| 10    | USA Estados Unidos           | 2               | 2                | 3                 | 7   |
| 11    | GRE Grécia                   | 1               | 3                | 3                 | 7   |
| 12    | DEN Dinamarca                | 1               | 3                | 2                 | 6   |
| 13    | JPN Japão                    | 1               | 3                | 1                 | 5   |
| 14    | CAN Canadá                   | 1               | 2                | 5                 | 8   |
| 15    | CZE Chéquia                  | 1               | 1                | 1                 | 3   |
| 16    | CHN China                    |                 | 4                | 1                 | 5   |
| 17    | NOR Noruega                  |                 | 1                | 1                 | 2   |
| 18    | MAS Malásia                  |                 | 1                |                   | 1   |
|       | NZL Nova Zelândia            |                 | 1                |                   | 1   |
|       | NED Países Baixos            |                 | 1                |                   | 1   |
| 21    | AUS Austrália                |                 |                  | 2                 | 2   |
|       | BEL Bélgica                  |                 |                  | 2                 | 2   |
| 23    | RPC Comitê Paralímpico Russo |                 |                  | 1                 | 1   |
|       | HUN Hungria                  |                 |                  | 1                 | 1   |
| TOTAL | TOTAL                        | 57              | 58               | 60                | 175 |